# Algorytm Jarvisa
Algorytm Jarvisa, marsz Jarvisa lub owijanie prezentów (ang. gift wrapping algorithm) – metoda wyznaczania otoczki wypukłej zbioru punktów umieszczonych na płaszczyźnie lub przestrzeni o większej liczbie wymiarów.
Algorytm został niezależnie opracowany przez Donalda Chanda oraz Shama Kapura (1970) oraz R. Jarvisa (1973, przypadek na płaszczyźnie).

## Algorytm na płaszczyźnie
Algorytm działa w czasie {\displaystyle O(kn),} gdzie {\displaystyle n} to całkowita liczba punktów, natomiast {\displaystyle k} to liczba punktów należących do otoczki. Zwykle w praktyce {\displaystyle k\ll n,} jednak w pesymistycznym przypadku złożoność czasowa może wynieść {\displaystyle O(n^{2}).}

### Wariant 1
Algorytm przebiega następująco:

Przebieg algorytmu Jarvisa dla przykładowych danych

- {\displaystyle P_{1}} – punkt na otoczce wypukłej o najmniejszej współrzędnej y (jeśli jest więcej niż jeden, wybierany jest ten o najmniejszej współrzędnej x),
- {\displaystyle Q_{1}} – punkt na otoczce wypukłej o największej współrzędnej y (jeśli jest więcej niż jeden, wybierany jest ten o największej współrzędnej x),
- wyznaczanie prawego łańcucha otoczki (niebieski):
  1. {\displaystyle i:=1,}
  2. powtarzaj:
    - {\displaystyle S:=P_{i},}
    - {\displaystyle P_{i+1}} – punkt {\displaystyle N,} dla którego kąt między wektorem {\displaystyle SN} a wektorem {\displaystyle [1,0]} jest najmniejszy; {\displaystyle N} należy do otoczki,
    - jeśli {\displaystyle N=Q_{1},} koniec iterowania,
    - {\displaystyle i:=i+1,}
- wyznaczanie lewego łańcucha otoczki (czerwony):
  1. {\displaystyle i:=1,}
  2. powtarzaj:
    - {\displaystyle S:=Q_{i},}
    - {\displaystyle Q_{i+1}} – punkt {\displaystyle N,} dla którego kąt między wektorem {\displaystyle SN} a wektorem {\displaystyle [-1,0]} jest najmniejszy; {\displaystyle N} należy do otoczki,
    - jeśli {\displaystyle N=P_{1},} koniec iterowania,
    - {\displaystyle i:=i+1,}
- ostatecznie otoczkę wypukłą określają punkty {\displaystyle P} i {\displaystyle Q} (z pominięciem tych powtarzających się na granicach łańcuchów)

### Wariant 2

Przebieg algorytmu Jarvisa dla przykładowych danych

Zamiast rozpatrywać dwa osobne łańcuchy, można od razu utworzyć całą otoczkę.
- {\displaystyle P_{1}} – punkt na otoczce wypukłej o najmniejszej współrzędnej y (jeśli jest więcej niż jeden, wybierany jest ten o najmniejszej współrzędnej x),
- {\displaystyle P_{0}:=[-\infty ,y(P_{1})],}
- {\displaystyle i:=1,}
- powtarzaj:
  - {\displaystyle P_{i+1}} – punkt {\displaystyle N,} dla którego kąt {\displaystyle P_{i-1}P_{i}N} jest największy,
  - jeśli {\displaystyle N=P_{1},} koniec iterowania,
  - {\displaystyle i:=i+1,}
- ostatecznie otoczkę tworzą punkty {\displaystyle P_{1\dots i}.}

Implementację można usprawnić, odrzucając w każdej iteracji punkty znajdujące się po prawej stronie wektora {\displaystyle P_{1}P_{i},} ponieważ na pewno nie będą należały do otoczki. Zabieg ten nie wpływa jednak na asymptotyczną złożoność obliczeniową algorytmu.

## Algorytm w przestrzeni
Algorytm w przestrzeni znajduje wielościan wypukły, którego ścianami są trójkąty.
1. Zrzutuj punkty na płaszczyznę (np. XY) i wykonaj dwa pierwsze kroki algorytmu dla płaszczyzny:
  - znajdź dolny punkt otoczki {\displaystyle P_{1},}
  - oraz kolejny punkt na otoczce {\displaystyle P_{2}.}
2. Dodaj krawędź {\displaystyle P_{1}P_{2}} do kolejki.
3. Dopóki kolejka nie pusta, powtarzaj:
  - weź krawędź {\displaystyle AB} z kolejki,
  - znajdź taki punkt {\displaystyle C,} aby wszystkie pozostałe punkty znalazły się po lewej stronie trójkąta {\displaystyle ABC,}
  - trójkąt {\displaystyle ABC} należy do otoczki,
  - dodaj do kolejki dwie krawędzie nowego trójkąta: {\displaystyle AC} i {\displaystyle BC} (o ile nie były wcześniej przetwarzane).

## Algorytm w wyższych wymiarach
Algorytm dla danych trójwymiarowych można uogólnić na przestrzenie o większej liczbie wymiarów.